# شهرستان یونیون (میسیسیپی)
|  |  |  |
|  |  |  |

شهرستان یونیون در شمال ایالت میسیسیپی، واقع در ایالات متحده آمریکا می‌باشد. جمعیت این شهرستان ۲۷٬۱۳۴ نفر (سال ۲۰۱۰) و وسعت آن ۱٬۰۸۰ کیلومتر مربع است. مرکز این شهرستان شهر نیو آلبانی می‌باشد.